# Madison (Virgínia)
Madison é uma cidade  localizada no estado norte-americano de Virginia, no Condado de Madison.

## Demografia
Segundo o censo norte-americano de 2000, a sua população era de 210 habitantes.
Em 2006, foi estimada uma população de 215, um aumento de 5 (2.4%).

## Geografia
De acordo com o United States Census Bureau tem uma área de
0,6 km², dos quais 0,6 km² cobertos por terra e 0,0 km² cobertos por água. Madison localiza-se a aproximadamente 209 m acima do nível do mar.

## Localidades na vizinhança
O diagrama seguinte representa as localidades num raio de 32 km ao redor de Madison.